# Ridder
Ridder (in kazako e russo: Риддер; dal 1941 al 2002 Leninogorsk – Лениногорск) è una città del Kazakistan, situata nella Regione del Kazakistan Orientale.